# Ключ 42
Ключ 42 (трад. и упр. 小, ⺌, ⺍) — ключ Канси со значением «маленький»; один из 34, состоящих из трёх штрихов.
В словаре Канси есть 41 символ (из 49 030), которые можно найти c этим радикалом.

## История
Древняя идеограмма изображала что-то небольшое, разделённое пополам или на три части.
В современном языке иероглиф имеет значения: «мелкий, небольшой, малочисленный, короткий, тонкий», «частный, ограниченный, грубый, простой» и др.
В качестве ключевого знака иероглиф используется редко.

Техника написания
Вариант написания
Вариант написания
Вид в Цзиньвэнь
Вид в Цзягувэнь
Вид в большой печати Чжуаньшу
Вид в малой печати Чжуаньшу

В словарях находится под номером 42.

## Значение
1. Маленький.
2. Мелкий, небольшой, малочисленный, короткий, тонкий.
3. Частный, ограниченный, грубый, простой.
4. Молодой.
5. Переходный.

## Варианты прочтения
- кит. 小, ⺌, ⺍, пиньинь xiǎo, сьяо.
- яп. しょう, shou, соу.
- кор. 작을 jageul, цагыль?, 소 so, со?.

## Примеры иероглифов
| Доп. штрихи | Иероглифы                     |
| ----------- | ----------------------------- |
| 0           | 小 ⺌ ⺍                      |
| 1           | 尐 少 𡭕                      |
| 2           | 尒 尓 尔 尕 龸                |
| 3           | 当 尖 尗 尘                   |
| 5           | 尚 尙 𡭦 𡭧                   |
| 6           | 尛 尜 尝 𡭰 𡭱 𡭲             |
| 7           | 𡭺 𡭻 㝸                      |
| 8           | 𡮊 𡮋 𡮌 𡮍 𡮄 𡮅 𡮆 𡮇 𡮈 𡮉 |
| 9           | 尞 𡮒 𡮓 𡮔 𡮗 㝹             |
| 10          | 尟 尠 𡮛 𡮜 𡮘                |
| 11          | 尡 𡮞 𡮠 𡮣 𡮤 𡮥 㝺          |
| 12          | 𡮨 𡮩 𡮪 𡮫 𡮬 𡮭 𡮮 𡮯 㝻    |
| 13          | 𡮲 𡮳                         |
| 14          | 𡮵 𡮶                         |
| 15          | 𡮷 𡮸 𡮹 𡮺                   |
| 16          | 𡮽 𡮾                         |
| 29          | 𡯀                            |

- Примечание: Ваш браузер может отображать иероглифы неправильно.